# Roland JX-10
De Roland JX-10, ook bekend als de Super JX is een polyfone synthesizer, uitgebracht door Roland in 1986.